# サラーバト・ジャング
サラーバト・ジャング（ウルドゥー語: صلابت جنگ, Salabat Jung, 1718年11月24日 - 1763年9月16日）は、インドのデカン地方、ニザーム王国（ハイダラーバード王国）の第4代君主（ニザーム、在位：1751年 - 1762年）。

## 生涯
ニザーム王国の始祖で彼の父でもあるアーサフ・ジャー1世が没した時、統治権の相続者であるその長男ガーズィー・ウッディーン・ハーンは、父の代理としてデリーのムガル帝国宮廷に出仕していた。この機をついて、次男のナーシル・ジャングがニザームを宣言し、これが火種となり、他の兄弟や親族を巻き込んだ凄惨な王国の跡目争いが起こった。
イギリスおよびフランスは、これをデカン地方進出の好機と捉えて、この跡目争いに干渉し、自身の兄であるナーシル・ジャングや甥のムザッファル・ジャングはカーナティック戦争のさなかに死亡した。
1751年2月3日にムザッファル・ジャングが殺害された際、ビュシーによってアーサフ・ジャーの三男であるサラーバト・ジャングを新ニザームとされた。早速、その謝礼として、同年3月にサラーバト・ジャングはニザームパトナム、コンダヴィードゥなどをフランスへ割譲した。
また、サラーバト・ジャングはマラーター王国と戦い続けたが、次第に劣勢となってしまい、1752年1月7日に講和を結んだ。それによると、ニザーム王国はベラール地方西半分およびハーンデーシュ地方をマラーター王国に割譲し、なおかつナーシク城やトリンバク城も引き渡すことが決められた。

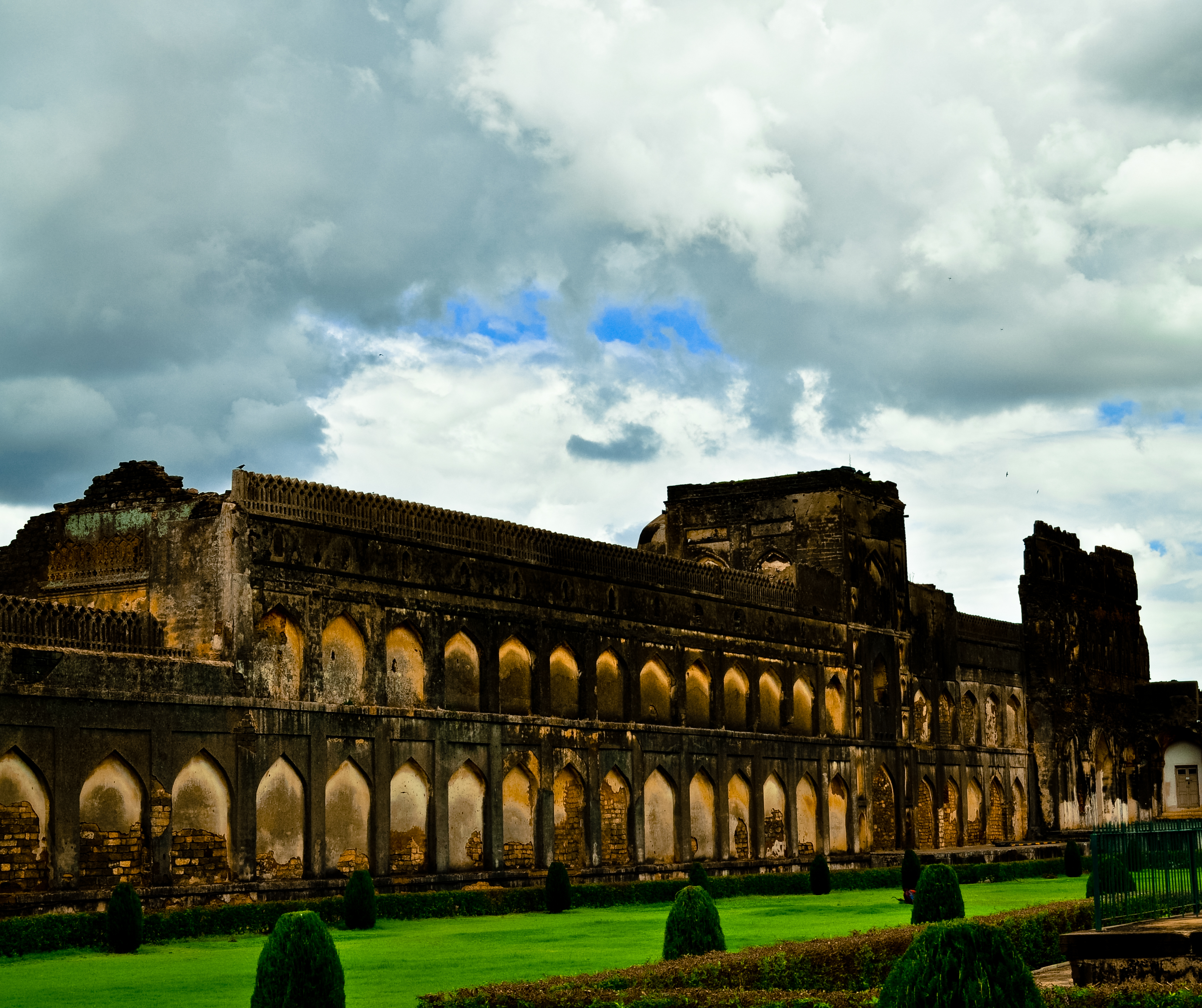
ビーダル城

1753年11月23日、サラーバト・ジャングはフランスとアウランガーバード条約を結び、フランス軍の駐留費として、北サルカールと呼ばれる地域を割譲した。
1760年2月3日、ニザーム王国軍はマラーター王国軍にウドギルで敗れ（ウドギルの戦い）、年620万ルピーにも歳入を生み出すデカンの広大な地域を割譲せざるを得なかった。
そして、1762年7月8日に弟のニザーム・アリー・ハーンにその地位を追われ、ビーダル城に幽閉されたのち、翌1763年9月16日年に殺害された。